# Bear Grylls
Edward Michael ”Bear” Grylls, född den 7 juni 1974 i Nordirland, är en f.d. brittisk kommandosoldat inom SAS. Sedermera känd som äventyrare, författare och tv-personlighet, mest känd för serien Man vs. Wild (svenska: Extrem överlevnad) som i Sverige sänds på Discovery Channel. I serien visar han hur man kan överleva i olika extrema situationer och miljöer.
I juli 2009 utsågs han vid 35 års ålder till Chief Scout av det brittiska scoutförbundet The Scout Association, och blev den yngste ledaren för organisationen sedan den grundades av Robert Baden-Powell 1910. Även om han är ensam om att bära titeln i Storbritannien, så är han inte den enda verksamma Scout Movement-ledaren med titeln Chief Scout inom landet. I Nordirland, där Grylls är född, samarbetar organisationen med det all-irländska scoutförbundet Scouting Ireland, som har sin egen Chief Scout. Grylls besökte Världsscoutjamboreen i Sverige 2011.

## Privatliv
Grylls är född på Irland och bodde i Donaghadee, Nordirland, fram till fyra års ålder då hans familj flyttade till Bembridge på Isle of Wight i England. Han är son till den avlidne konservative parlamentsledamoten sir Michael Grylls, som tvingades avgå efter den så kallade "Cash-for-questions"-skandalen 1994. Modern Sarah, det vill säga Lady Grylls sedan maken dubbats till riddare (engelska: Knight Bachelor) 1992, är dotter till den Ulster-unionistiska parlamentsledamoten Patricia Ford. Han har en äldre syster som heter Lara Fawcett och som gav honom smeknamnet "Bear" (svenska: Björn) när han bara var en vecka gammal.
Skolgången skedde bland annat vid internatskolorna Ludgrove och Eton, där han hjälpte till att starta en klubb för bergsbestigning. Han studerade den spansktalande världens kultur och samhällsliv (engelska: Hispanic studies) vid Birkbeck som är en del av University of London, och tog senare även examen vid University of West of England i Bristol. Utöver engelska och spanska är han också fransktalande. Från tidig ålder lärde han sig att klättra och segla av sin far och vid åtta års ålder blev han Cub Scout. Som tonåring lärde han sig att hoppa fallskärm och skaffade sig svart bälte i Shotokan-karate. Senare har han praktiserat yoga och ninjutsu.
Även om Grylls fick tilltalsnamnet Edward i samband med att han döptes har han senare ändrat sitt förnamn till "Bear". Han beskriver sig själv som kristen och har förklarat att tron är ryggraden i livet. År 2000 gifte han sig med Shara Cannings Knight och de har fått sönerna Jesse, Marmaduke och Huckleberry tillsammans.

## Biografi
I maj 1998 klättrade Grylls upp på toppen av Mount Everest i Nepal. Han var då  23 år.
I juli 2008 slog Bear Grylls världsrekord i längsta flygtur i vindtunnel – 1 timme och 37 minuter. 

## Tv-serier
- Escape to the Legion
- Man vs. Wild
- Worst Case Scenario
- Bear’s Wild Weekend
- Get Out Alive
- Escape from Hell
- The Island
- Running Wild with Bear Grylls
- Mission Survive
- Bear Grylls Survival School
- Survivor Games
- Bear’s Mission
- You vs. Wild
- World’s Toughest Race: Eco-Challenge Fiji
- Bear Grylls Wild Adventure